# Chessy (Roine)
Chessy (també anomenat Chessy-les-Mines) és un municipi francès situat al departament del Roine i a la regió d'Alvèrnia-Roine-Alps. L'any 2007 tenia 1.529 habitants.

## Demografia

### Població
El 2007 la població de fet de Chessy era de 1.529 persones. Hi havia 560 famílies de les quals 118 eren unipersonals (61 homes vivint sols i 57 dones vivint soles), 166 parelles sense fills, 215 parelles amb fills i 61 famílies monoparentals amb fills.
La població ha evolucionat segons el següent gràfic:
Habitants censats

### Habitatges
El 2007 hi havia 650 habitatges, 566 eren l'habitatge principal de la família, 28 eren segones residències i 55 estaven desocupats. 518 eren cases i 128 eren apartaments. Dels 566 habitatges principals, 414 estaven ocupats pels seus propietaris, 142 estaven llogats i ocupats pels llogaters i 10 estaven cedits a títol gratuït; 4 tenien una cambra, 33 en tenien dues, 105 en tenien tres, 177 en tenien quatre i 246 en tenien cinc o més. 399 habitatges disposaven pel capbaix d'una plaça de pàrquing. A 206 habitatges hi havia un automòbil i a 304 n'hi havia dos o més.

### Piràmide de població
La piràmide de població per edats i sexe el 2009 era:
| Homes | Edats   | Dones |
| ----- | ------- | ----- |
| 0     | 95 o +  | 0     |
| 4     | 90 a 94 | 8     |
| 4     | 85 a 89 | 16    |
| 4     | 80 a 84 | 16    |
| 12    | 75 a 79 | 8     |
| 12    | 70 a 74 | 16    |
| 16    | 65 a 69 | 16    |
| 44    | 60 a 64 | 36    |
| 20    | 55 a 59 | 28    |
| 36    | 50 a 54 | 28    |
| 36    | 45 a 49 | 48    |
| 68    | 40 a 44 | 40    |
| 52    | 35 a 39 | 60    |
| 64    | 30 a 34 | 88    |
| 52    | 25 a 29 | 32    |
| 20    | 20 a 24 | 16    |
| 44    | 15 a 19 | 40    |
| 72    | 10 a 14 | 24    |
| 40    | 5 a 9   | 32    |
| 40    | 0 a 4   | 84    |

## Economia
El 2007 la població en edat de treballar era de 1.023 persones, 756 eren actives i 267 eren inactives. De les 756 persones actives 717 estaven ocupades (394 homes i 323 dones) i 38 estaven aturades (16 homes i 22 dones). De les 267 persones inactives 88 estaven jubilades, 97 estaven estudiant i 82 estaven classificades com a «altres inactius».

### Ingressos
El 2009 a Chessy hi havia 602 unitats fiscals que integraven 1.579 persones, la mediana anual d'ingressos fiscals per persona era de 20.862 €.

### Activitats econòmiques
Dels 83 establiments que hi havia el 2007, 1 era d'una empresa alimentària, 1 d'una empresa de fabricació de material elèctric, 5 d'empreses de fabricació d'altres productes industrials, 16 d'empreses de construcció, 22 d'empreses de comerç i reparació d'automòbils, 2 d'empreses de transport, 8 d'empreses d'hostatgeria i restauració, 4 d'empreses financeres, 3 d'empreses immobiliàries, 8 d'empreses de serveis, 7 d'entitats de l'administració pública i 6 d'empreses classificades com a «altres activitats de serveis».
Dels 28 establiments de servei als particulars que hi havia el 2009, 1 era una oficina de correu, 1 una oficina bancària, 2 tallers de reparació d'automòbils i de material agrícola, 5 paletes, 3 guixaires pintors, 2 fusteries, 3 lampisteries, 1 electricista, 1 empresa de construcció, 1 perruqueria, 3 restaurants, 4 agències immobiliàries i 1 saló de bellesa.
Dels 9 establiments comercials que hi havia el 2009, 1 era una botiga de menys de 120 m², 1 una fleca, 1 una carnisseria, 1 una botiga de roba, 1 una sabateria, 1 una botiga de mobles, 1 un drogueria i 2 floristeries.
L'any 2000 a Chessy hi havia 9 explotacions agrícoles.

## Equipaments sanitaris i escolars
L'únic equipament sanitari que hi havia el 2009 era una farmàcia.
El 2009 hi havia 2 escoles elementals.

## Poblacions més properes
El següent diagrama mostra les poblacions més properes.